# Coulton Waugh
Frederick Coulton Waugh (1896-1973) est un artiste américain surtout connu pour ses illustrations, son travail sur le comic strip Dickie Dare de 1934 à 1957 et son ouvrage de 1947 The Comics, la première monographie consacrée à la bande dessinée.

## Biographie
Coulton Waugh est le fils du peintre de marines Frederick Judd Waugh (1861-1940) et le petit-fils du peintre Samuel Waugh (en) (1814-185).
En 1934, il reprend le strip créé par Milton Caniff, Dickie Dare. Il est assisté par Mabel Burvik, qui signe du nom d'Odin Burvik. Celle-ci lui succède sur le strip de 1944 à 1947. Coulton Waugh et Odin Buvik se marient.